# Курбатов, Юрий Иванович
Ю́рий Ива́нович Курба́тов (27 декабря 1934 — 10 ноября 2020) — советский и российский архитектор, педагог. Доктор архитектуры (1987), профессор (1987) Санкт-Петербургского государственного архитектурно-строительного университета. Член-корреспондент Российской академии архитектуры и строительных наук (РААСН) и Международной академии архитектуры в Москве (МААМ), директор Санкт-Петербургского филиала Института теории архитектуры и градостроительства.

## Биография
В 1954—1960 годах обучался в Институте живописи, скульптуры и архитектуры им. Репина (Ленинград), который окончил по специальности «архитектор». Учитель — Е. А. Левинсон.
Работал в Ленгипрогоре, ЛенЗНИИЭПе и ЛенНИИПградостроительства, участвовал в разработке более 30 проектов (генпланы, ПДП, проекты застройки), в числе которых схема генплана г. Хошимина (СРВ), отмеченная медалью Хошимина, 17 НИР, определяющих стратегию преобразования техногенных ландшафтов Севера и сохранения, развития и преобразования уникальной среды Санкт-Петербурга.
В 1990-е годы руководил разработкой проектов реконструкции кварталов Большой и Малой Охты Санкт-Петербурга, а также кварталов по Старо-Петергофскому проспекту.
Преподавал в Институте им. И. Е. Репина, ЛВХПУ им. В. И. Мухиной и СПбГАСУ. За годы преподавательской деятельности участвовал в подготовке более 300 архитекторов, в том числе аспирантов.
Вёл учебные курсы: архитектурное проектирование; основы формообразования (лекционный курс).
На Факультете ландшафтной архитектуры СПбГЛТУ (Санкт-Петербургский государственный лесотехнический университет) преподавал следующие дисциплины:
- Реставрация и реконструкция территорий объектов культурного наследия (исторические сады и парки)
- Научно-исследовательская работа в семестре
- Теория архитектурно-ландшафтной композиции

В  2013—2020  гг. работал в Санкт-Петербургском государственном архитектурно-строительном университете на кафедре архитектурного проектирования в должности профессора.
Научные интересы: связи архитектурных форм с природной средой; модели природного ландшафта; история архитектуры XX века; теория архитектуры; теория архитектурного формообразования; творческий процесс архитектора; мастера архитектуры Петрограда, Ленинграда, Санкт-Петербурга; теория современного ландшафтного искусства.
Участник около 50 научных конференций. Автор более 200 опубликованных работ.
Скончался 10 ноября 2020 года. Похоронен в Санкт-Петербурге на Комаровском кладбище.
Семья
Жена — историк искусства Вера Дмитриевна Лихачёва.
Дочь — Зинаида Юрьевна Курбатова, тележурналист, художник-иллюстратор, переводчица, внучка и продолжательница дела своего дедушки Дмитрия Сергеевича Лихачёва

## Награды
- Благодарность Президента Российской Федерации (23 июня 2014 года) — за достигнутые трудовые успехи, заслуги в гуманитарной сфере, активную общественную деятельность и многолетнюю добросовестную работу[3].

## Научные публикации
Книги и учебные пособия
- Культура жилого интерьера. — Л.: Знание, 1975. — 40 с.
- Охрана природного ландшафта и архитектура. — Л.: Знание, 1979. — 36 с.
- Хельсинки. — Л.: Искусство, 1985. — 248 с. (сер. «Города и музеи мира»); Изд. 2-е, перераб. и дополн.: Курбатов Ю. И. Хельсинки. Образы города. — СПб.: Коло, 2013. — 272 с. — 1500 экз.
- Архитектурные формы и природный ландшафт: композиционные связи / Ленингр. высш. худож.-пром. уч-ще им. В. И. Мухиной. — Л.: Изд-во ЛГУ, 1988. — 136, [16] с.
- Архитекторы об архитекторах. Ленинград—Петербург. XX век / Сост. Ю. И. Курбатов. — СПб.: ОАО «Иван Фёдоров», 1999. — 568 с. — ISBN 5-85952-090-5.
- Турку: История и архитектурный портрет города. — СПб.: Европейский Дом, 2004. — 124 с. — ISBN 5-8015-0185-1.
- Петроград. Ленинград. Санкт-Петербург: Архитектурно-градостроительные уроки. — СПб.: «Искусство СПб», 2008. — 280 с. — ISBN 978-5-210-01622-5.
- Хельсинки. Образы города. — СПб.: Издательский дом «Коло». — 272 с. — ISBN 978-5-4462-0018-4.

Статьи
- Использование существующих зелёных насаждений при проектировании жилых комплексов // Строительство и архитектура Ленинграда. — 1964. — № 10. — С. 15—17.
- Использование фотоснимков местности при проектировании застройки // Вопросы градостроительства (в помощь проектировщику). Сб. — Киев, 1965. — Вып. V. — С. 48—53.
- Особенности проектирования застройки на залесённых территориях // Ландшафтная архитектура. Сб. — М., 1963. (Соавтор: Н. Хомутетская).
- Использование фотографии в процессе проектирования городского пейзажа // Строительство и архитектура Ленинграда. — 1966. — № 9.
- Анализ ландшафта // В помощь проектировщику-градостроителю. Места отдыха и озеленения городов. Сб. — Киев: Будивельник, 1965. — № 9. — С. 40—43.
- Застройка и ландшафт // Строительство и архитектура Ленинграда. — 1963. — № 11. — С. 14—16.
- Город и природа // Архитектура СССР. — 1969. — № 4. — С. 49—52.
- О застройке прибрежных террас // В помощь проектировщику-градостроителю. Планировка и застройка городов. Сб. — Киев: Будивельник, 1970. — С. 52—56.
- Ландшафт в градостроительстве Финляндии // Декоративное искусство СССР. — 1970. — № 8. — С. 38—39.
- О пейзажном рисунке // Архитектура. Тематический сборник научных трудов института имени  И. Е. Репина. — Л., 1970. — Вып. 1. — С. 70—75.
- Поиск художественности // Строительство и архитектура Ленинграда. — 1971. — № 9. — С. 32—33.
- Рельеф как объект композиции // В помощь проектировщику-градостроителю. Формирование структуры архитектурного облика городов. Сб. — Киев: Будивельник, 1972. — С. 51—53.
- Верх здания — завершение композиции // Строительство и архитектура Ленинграда. — 1972. — № 5. — С. 24—25.
- Зелёные насаждения в пространственной организации микрорайона // В помощь проектировщику-градостроителю. Сб. — Вып. 6. — Киев: Будивельник, 1972. — С. 18—22.
- Традиции в эволюции интерьера // Проблемы синтеза искусств и архитектуры. Тематический сборник научных трудов ин-та им. И. Е. Репина. — Л., 1972. — С. 25—27.
- Конструкция на службе архитектуры // Строительство и архитектура Ленинграда. — 1973. — № 5. — С. 25—27.
- Творчество французского архитектора Жюля Ардуэна Мансара // Проблемы синтеза искусств и архитектуры. Тематический сборник научных трудов ин-та им. И. Е. Репина. — Л., 1973. — С. 63—75.
- О сочетании точностей и неточностей в архитектуре // Проблемы синтеза искусств и архитектуры. Тематический сборник научных трудов ин-та им. И. Е. Репина. — Л., 1974. — Вып. IV. — С. 27—33.
- Опираясь на традиции русского зодчества // Строительство и архитектура Ленинграда. — 1974. — № 7. — С. 26—28.
- Культура нашего жилья // Советский этикет. Сб. — Л., Знание, 1974.
- Сплав разума и эмоций // Строительство и архитектура Ленинграда. — 1974. — № 7. — С. 29—31.
- Свет и пространство интерьера // Светотехника. — 1975. — № 4. — С. 19—21.
- Роль и взаимодействие субъективного и объективных факторов в творческом процессе архитектора // Проблемы синтеза искусств и архитектуры. Тематический сборник научных трудов ин-та им. И. Е. Репина. — Л., 1975. — Вып. V. — С. 9—22.
- Творчество венского архитектора Отто Вангера // Проблемы синтеза искусств и архитектуры. Тематический сборник научных трудов ин-та им. И. Е. Репина. — Л., 1975. — Вып. V. — С. 71—81. (Соавтор: Г. П. Степанов).
- По столицам разных стран // Строительство и архитектура Ленинграда. — 1975. — № 9. — С. 37.
- Визуальные связи пространства и конструкции // Строительство и архитектура Ленинграда. — 1976. — № 6. — С. 34—37.
- Взаимодействие конструктивной логики и требований восприятия // Исследование пространственных конструкций гражданских зданий. Сборник научных трудов ЛенЗНИИИЭП Госгражданстроя. — Л., 1976. — С. 10—18.
- От элементарного к сложному // Декоративное искусство СССР. — 1976. — № 8. — С. 28—32.
- К чему обязывает диплом художника-архитектора // Вопросы художественного образования. Тематический сборник научных трудов ин-та им. И. Е. Репина. — Л., 1976. — Вып. XV. — С. 74—78.
- Здание и пространство // Проблемы синтеза искусств и архитектуры. Тематический сборник научных трудов ин-та им. И. Е. Репина. — Л., 1976. — Вып. VI. — С. 10—23.
- Архитектура в контексте среды // Строительство и архитектура Ленинграда. — 1977. — № 4. — С. 28—32.
- Структура архитектурной формы как результат конструктивного соподчинения автономных и ландшафтных сил // Теория архитектуры. Сб. научных трудов (центр. Н.-И. и проектный институт по градостроительству) Под ред. Азизян. — М., 1988. — С. 75—84.
- К тайнам пейзажа («контекстуализм» в творчестве финского архитектора Рейма Пиетиля) // Сборник по учебно-методическим вопросам. Ин-т им. И. Е. Репина. — Л., 1989. — С. 48—53.
- Условия повышения гуманитарной культуры студентов художественных ВУЗов (на примере ЛВХПУ им. В. И. Мухиной) // Сборник по учебно-методическим вопросам. Ин-т им. И. Е. Репина. — Л., 1989. — С. 17—21.
- О духовной контекстуальности современного российского зодчества // Материалы научно-практической конференции 25—26 февраля 1992. — СПб., 1992.